# Лісовий Олександр Іванович

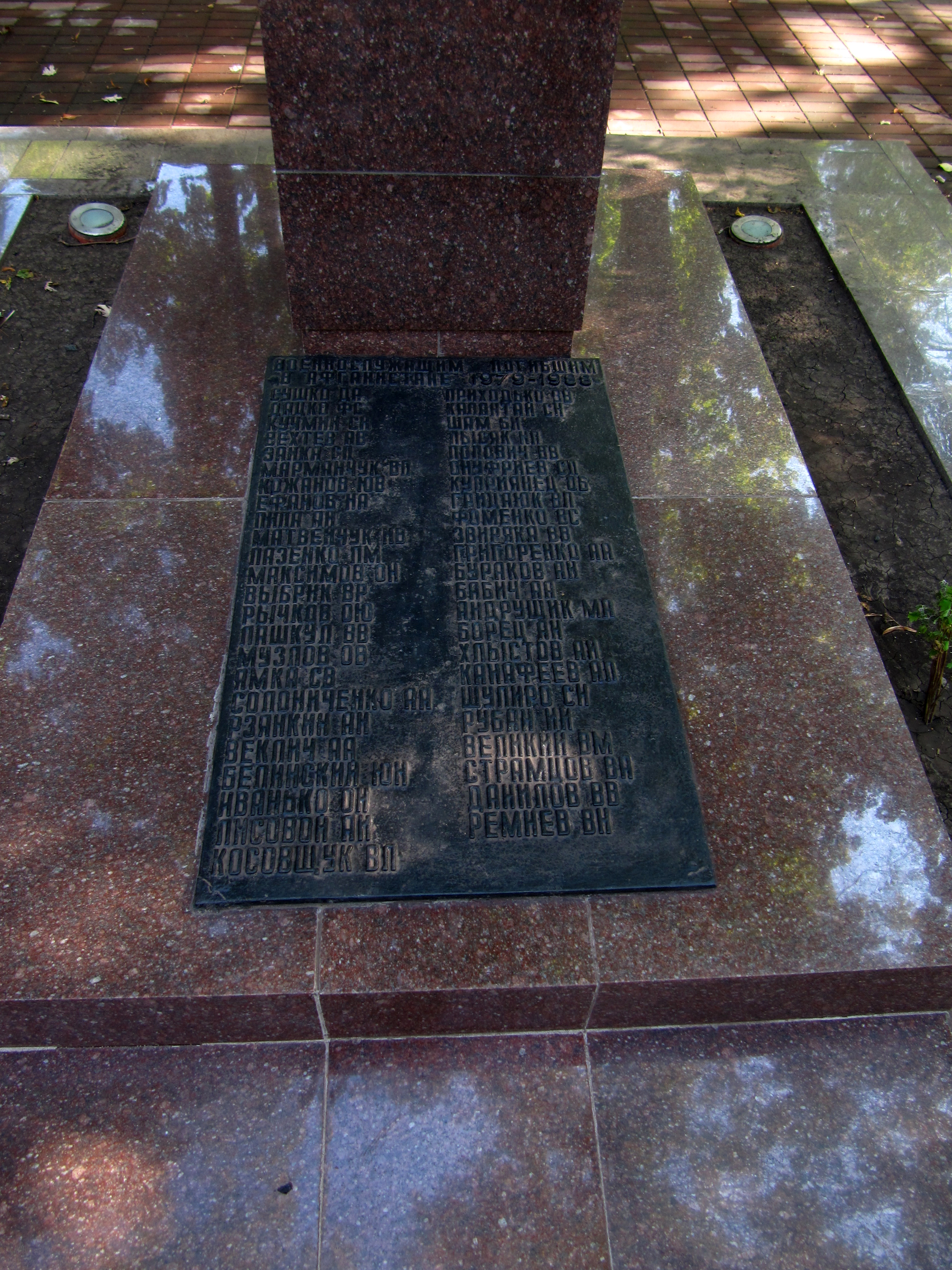
Ім'я на пам'ятнику воїнам-інтернаціоналістам на Дзержинці (Кривий Ріг)

Лісовий Олександр Іванович (20 листопада 1966, Кривий Ріг, Дніпропетровська область — 4 січня 1987, Пулі-Хумрі, Баглан) — радянський військовослужбовець, сержант, учасник Афганської війни.

## Біографія
Народився 20 листопада 1966 року у місті Кривий Ріг у робітничій сім'ї.
1983 року закінчив криворізьку школу № 24. 1986 року закінчив технікум гірничого транспорту в Кривому Розі, отримавши спеціальність водія. Працював у автомобільному цеху Центрального ГЗК.
12 квітня 1986 року Долгинцевським районним військовим комісаріатом Кривого Рогу призваний сержантом на службу до Збройних сил СРСР. У серпні 1986 року, після тримісячної підготовки, був направлений до окупаційного контингенту в Афганістані. Служив у розвідці в повіті Пулі-Хумрі провінції Баглан, через місяць був призначений командиром відділення, заступником командира розвідувального взводу 395 мотострілецького полку, в/ч № 24785.
Понад 70 разів брав участь у бойових рейдах, у ході яких виявив себе досвідченим розвідником, сміливим, рішучим та самовідданим воїном, мав бойове поранення.
Загинув від уламків міни 4 січня 1987 року під час бойової операції в ущелині Пашан у складі чергової зміни сторожового посту, захистивши життя 12 солдатів свого взводу. Похований у Кривому Розі на Центральному цвинтарі.

## Нагороди
- двічі Орден Червоної Зірки (другий – посмертно).

## Пам'ять
- іменем названа вулиця у Кривому Розі[2];
- ім'я на пам'ятнику воїнам-інтернаціоналістам у Кривому Розі;
- пам'ятна дошка на фасаді будинку № 10 на вулиці Лисового в Кривому Розі[3];
- ім'я на пам'ятнику воїнам-інтернаціоналістам Дніпропетровщини, які загинули в Афганістані.